# European Shooting Stars
European Shooting Stars ist eine Initiative der paneuropäischen Netzwerk-Organisation European Film Promotion (EFP) zur internationalen Promotion und Vernetzung vielversprechender Nachwuchsschauspieler aus den 37 EFP-Mitgliedsländern. Seit 1998 werden jährlich (seit 2009 jeweils zehn) aus ganz Europa ausgewählte Talente im Rahmen der Berlinale vorgestellt. Das viertägige Programm endet mit der Vergabe der European Shooting Stars Awards.

## Auswahl und Programm
Die EFP-Mitgliedsorganisationen aus insgesamt 37 europäischen Ländern können jeweils einen in ihrem jeweiligen Heimatland erfolgreichen und bereits ausgezeichneten Schauspieler im Alter von 18 bis ca. 32 Jahren für das Programm nominieren. Eine unabhängige internationale Fachjury wählt die zehn besten und international vielversprechendsten Talente darunter aus, die dann auf der Berlinale internationalen Casting-Direktoren, Agenturen, Regisseuren, Produzenten sowie der internationalen Presse und dem Publikum vorgestellt und am Ende des Programms mit den European Shooting Star Awards ausgezeichnet werden.

## Preisträger
Bis 2018 wurden insgesamt 170 Schauspielerinnen und 133 Schauspieler als European Shooting Stars auf der Berlinale vorgestellt und ausgezeichnet, darunter die mittlerweile international bekannten Schauspieler Rachel Weisz (UK, 1998), Franka Potente (Deutschland, 1998), Maria Schrader (Deutschland, 1999), Daniel Craig (UK, 2000), August Diehl (Deutschland, 2000), Nina Hoss (Deutschland, 2000), Thure Lindhardt (Dänemark, 2000), Heike Makatsch (Deutschland, 2001), Ludivine Sagnier (Frankreich, 2001), Jérémie Renier (Belgien, 2002), Daniel Brühl (Deutschland, 2003), Nikolaj Lie Kaas (Dänemark, 2003), Matthias Schoenaerts (Belgien, 2003), Andrew Scott (Irland, 2004), Ruth Negga (Irland, 2006), Mélanie Laurent (Frankreich, 2007), Carey Mulligan (UK, 2009), Pilou Asbaek (Dänemark, 2011), Alicia Vikander (Schweden, 2011), Riz Ahmed (UK, 2012), Carla Juri (Schweiz, 2013), George MacKay (UK, 2014) und Maisie Williams (UK, 2015).
| Jahr | Schauspieler | Schauspielerin | Jury |
| ---- | --- | --- | --- |
| 1998 | Juan Diego Botto (Spanien) Fritz Karl (Österreich) Victor Löw (Niederlande) Michaël Pas (Belgien) Melvil Poupaud (Frankreich) Lars Simonsen (Dänemark) Jürgen Vogel (Deutschland) | Beatriz Batarda (Portugal) Clotilde Courau (Frankreich) Sabriana Leurquin (Belgien) Labina Mitevska (Mazedonien) Franka Potente (Deutschland) Ingrid Rubio (Spanien) Anneke von der Lippe (Norwegen) Vicky Volioti (Griechenland) Rachel Weisz (Vereinigtes Königreich) | |
| 1999 | Moritz Bleibtreu (Deutschland) Mathieu Demy (Frankreich) Renos Haralambidis (Griechenland) Diogo Infante (Portugal) Eduardo Noriega (Spanien) Paul Ronan (Irland) Christian Schmidt (Österreich) Ingvar Eggert Sigurðsson (Island) Johan Widerberg (Schweden) | Soraya Sala (Schweiz) Iben Hjejle (Dänemark) Kelly Macdonald (Vereinigtes Königreich) Ana Moreira (Portugal) Maria Schrader (Deutschland) Rachael Stirling (Vereinigtes Königreich) Alexia Stresi (Frankreich) Tamar van den Dop (Niederlande) Leonor Watling (Spanien) | |
| 2000 | Antoine Chappey (Frankreich) Daniel Craig (Vereinigtes Königreich) August Diehl (Deutschland) Hilmir Snær Guðnason (Island) Thure Lindhardt (Dänemark) Fele Martínez (Spanien) Francisco Nascimento (Portugal) Martin Rapold (Schweiz) | Caroline Ducey (Frankreich) Rita Durão (Portugal) Nina Hoss (Deutschland) Nadja Hüpscher (Niederlande) Myriam Muller (Luxemburg) Photini Papadodima (Griechenland) Nina Proll (Österreich) Alexandra Rapaport (Schweden) Maya Sansa (Italien) Natalia Verbeke (Spanien) | |
| 2001 | Stefano Accorsi (Italien) Eloy Azorin (Spanien) Benno Fürmann (Deutschland) Mickey Hardt (Luxemburg) Baltasar Kormákur (Island) Filip Peeters (Belgien) Alexandre Pinto (Portugal) Malik Zidi (Frankreich) | Kate Ashfield (Vereinigtes Königreich) Elaine Cassidy (Irland) Anne-Shlomit Deonna (Schweiz) Ann Eleonora Jørgensen (Dänemark) Heike Makatsch (Deutschland) Gørild Mauseth (Norwegen) Birgit Minichmayr (Österreich) Evelina Papoulia (Griechenland) Ludivine Sagnier (Frankreich) Aylin Yay (Belgien)                                                                       | |
| 2002 | Enrique Alcides (Spanien) Luc Feit (Luxemburg) Michael Finger (Schweiz) Fabrizio Gifuni (Italien) Marcell Miklós (Ungarn) Jérémie Renier (Belgien) Fedja van Huêt (Niederlande) Antonio Wannek (Deutschland) | Carla Bolito (Portugal) Maria Bonnevie (Norwegen) Rachida Brakni (Frankreich) Lindsey Harris (Irland) Athena Maximou (Griechenland) Tuva Novotny (Schweden) Lucy Russell (Vereinigtes Königreich) Margret Vilhjálmsdóttir (Island) Maria Würgler Rich (Dänemark) | |
| 2003 | Daniel Brühl (Deutschland) Libero de Rienzo (Italien) Kristoffer Joner (Norwegen) Nikolaj Lie Kaas (Dänemark) Torkel Petersson (Schweden) Matthias Schoenaerts (Belgien) Daan Schuurmans (Niederlande) Jamie Sives (Vereinigtes Königreich) | Leonor Baldaque (Frankreich) Cécile de France (Belgien) Nína Dögg Filippusdóttir (Island) Minna Haapkylä (Finnland) Maria Hofstätter (Österreich) Marilita Lambropoulou (Griechenland) Flora Montgomery (Irland) Szonja Oroszlán (Ungarn) Mona Petri (Schweiz) Goya Toledo (Spanien) Tatiana Vilhelmová (Tschechien)                                                         | |
| 2004 | Georg Friedrich (Österreich) Aksel Hennie (Norwegen) Michael Koch (Schweiz) Tom Leick (Luxemburg) Tómas Lemarquis (Island) Filippo Nigro (Italien) Andrew Scott (Irland) Ângelo Torres (Portugal) Andreas Wilson (Schweden) | Alexandra Aidini (Griechenland) Elena Anaya (Spanien) Lubna Azabal (Frankreich) Eva Birthistle (Irland) Irina Björklund (Vereinigte Staaten) Zoé Félix (Frankreich) Anna Geislerová (Tschechien) Kristine Nevarauska (Lettland) Eszter Ónodi (Ungarn) Thekla Reuten (Niederlande) Sonja Richter (Dänemark) Maria Simon (Deutschland)                                         | |
| 2005 | Jan Budař (Tschechische Republik) Jakob Cedergren (Dänemark) Mark O’Halloran (Irland) Giorgio Pasotti (Italien) Max Riemelt (Deutschland) Trond Espen Seim (Norwegen) Kari-Pekka Toivonen (Finnland) Unax Ugalde (Spanien) | Aleksandra Balmazović (Slowenien) Johanna Bantzer (Schweiz) Marisa Cruz (Portugal) Sara Forestier (Frankreich) Dorka Gryllus (Ungarn) Frida Hallgren (Schweden) Monic Hendrickx (Niederlande) Alexia Kaltsiki (Griechenland) Sascha Ley (Luxemburg) Alfrun Ornolfsdottir (Island) Archie Panjabi (Vereinigtes Königreich) Marie Vinck (Belgien) Franziska Weisz (Österreich) | |
| 2006 | Bjorn Hlynur Haraldsson (Island) Carlos Leal (Schweiz) Pavel Liška (Tschechien) Nuno Lopes (Portugal) Christos Loulis (Griechenland) Mimoun Oaïssa (Niederlande) Jasper Pääkkönen (Finnland) Riccardo Scamarcio (Italien) | Beate Bille (Dänemark) Marta Etura (Spanien) Gabriella Hámori (Ungarn) Maarja Jakobson (Estland) Wessela Kasakowa (Bulgarien) Iva Krajnc (Slowenien) Ruth Negga (Irland) Lucy Punch (Vereinigtes Königreich) Kathrin Resetarits (Österreich) Eva Röse (Schweden) Ane Dahl Torp (Norwegen) Fanny Valette (Frankreich) Johanna Wokalek (Deutschland)                           | |
| 2007 | Nils Althaus (Schweiz) Nicolai Cleve Broch (Norwegen) Maximilian Brückner (Deutschland) Pádraic Delaney (Irland) David Dencik (Dänemark) Tommi Eronen (Finnland) Gísli Örn Garðarsson (Island) Óscar Jaenada (Spanien) Kevin Janssens (Belgien) Marko Mandić (Slowenien) Péter Nagy (Ungarn) Afonso Pimentel (Portugal) Gustaf Skarsgård (Schweden) Rain Tolk (Estland) Jules Werner (Luxemburg) | Kate Dickie (Vereinigtes Königreich) Agnieszka Grochowska (Polen) Klára Issová (Tschechien) Mélanie Laurent (Frankreich) Táňa Pauhofová (Slowakei) Maria Popistașu (Rumänien) Halina Reijn (Niederlande) Sabrina Reiter (Österreich) Jasmine Trinca (Italien) Panayota Vladi (Griechenland)                                                                                  | |
| 2008 | Joel Basman (Schweiz) Nicolas Cazalé (Frankreich) Elio Germano (Italien) Marko Igonda (Slowakei) Zsolt Nagy (Ungarn) | Stine Fischer Christensen (Dänemark) Maryam Hassouni (Niederlande) Hannah Herzsprung (Deutschland) Anamaria Marinca (Rumänien) | Derek Power (USA) Vibeke Windeløv (Dänemark) Michael Ballhaus (Deutschland) Lucy Russell (Vereinigtes Königreich) Beatrice Kruger (Italien)                                                                                              |
| 2009 | David Kross (Deutschland) Cyron Melville (Dänemark) Samuli Vauramo (Finnland) | Sarah Bolger (Irland) Céline Bolomey (Schweiz) Verónica Echegui (Spanien) Hafsia Herzi (Frankreich) Carey Mulligan (Vereinigtes Königreich) Alba Rohrwacher (Italien) Orsolya Tóth (Ungarn) | Antonio Saura (Spanien) Labina Mitevska (Mazedonien) Marion Hänsel (Belgien) Patrícia Vasconcelos (Portugal) Peter Cowie (Vereinigtes Königreich)                                                                                        |
| 2010 | Dragoș Bucur (Rumänien) Anders Baasmo Christiansen (Norwegen) Kryštof Hádek (Tschechische Republik) Edward Hogg (Großbritannien) Michele Riondino (Italien) | Agata Buzek (Polen) Zrinka Cvitešić (Kroatien) Anaïs Demoustier (Frankreich) Lotte Verbeek (Niederlande) Pihla Viitala (Finnland) | Anna Geislerová (Tschechien) Giuseppe Piccioni (Italien) Karl Baumgartner (Deutschland) Leo Davis (Vereinigtes Königreich) Steven Gaydos (USA)                                                                                           |
| 2011 | Pilou Asbæk (Dänemark) Alexander Fehling (Deutschland) Domhnall Gleeson (Irland) Nik Xhelilaj (Albanien) | Sylvia Hoeks (Niederlande) Clara Lago (Spanien) Natasha Petrovic (Mazedonien) Andrea Riseborough (Vereinigtes Königreich) Marija Škaričić (Kroatien) Alicia Vikander (Schweden) | Heike Makatsch (Deutschland) Ole Christian Madsen (Dänemark) Cédomir Kolar (Frankreich) Lina Todd (USA) Derek Elley (Vereinigtes Königreich)                                                                                             |
| 2012 | Riz Ahmed (Vereinigtes Königreich) Jakub Gierszał (Polen) Hilmar Guðjónsson (Island) Max Hubacher (Schweiz) Bill Skarsgård (Schweden) | Antonia Campbell-Hughes (Irland) Adèle Haenel (Frankreich) Anna Maria Mühe (Deutschland) Isabella Ragonese (Italien) Ana Ularu (Rumänien) | Simone Bär (Deutschland) Marleen Gorris (Niederlande) Thure Lindhardt (Dänemark) Matt Mueller (Vereinigtes Königreich) Ada Solomon (Rumänien)                                                                                            |
| 2013 | Mikkel Boe Følsgaard (Dänemark) Jure Henigman (Slowenien) Luca Marinelli (Italien) | Laura Birn (Finnland) Ada Condeescu (Rumänien) Arta Dobroshi (Kosovo) Carla Juri (Schweiz) Nermina Lukač (Schweden) Saskia Rosendahl (Deutschland) Christa Théret (Frankreich) | Bettina Brokemper (Deutschland) Thierry Chèze (Frankreich) Jina Jay (Vereinigtes Königreich) Alba Rohrwacher (Italien) Jasmila Žbanić (Bosnien und Herzegowina)                                                                          |
| 2014 | Marwan Kenzari (Niederlande) Jakob Oftebro (Norwegen) Mateusz Kościukiewicz (Polen) Nikola Rakočević (Serbien) George MacKay (Vereinigtes Königreich) | Danica Curcic (Dänemark) Maria Dragus (Deutschland) Miriam Karlkvist (Italien) Cosmina Stratan (Rumänien) Edda Magnason (Schweden) | Anders Baasmo Christiansen (Norwegen) Charles Gant (Vereinigtes Königreich) Hermine Huntgeburth (Deutschland) Oriana Kunčić (Kroatien) Jani Thiltges (Luxemburg)                                                                         |
| 2015 | Joachim Fjelstrup (Dänemark) Jannis Niewöhner (Deutschland) Moe Dunford (Irland) Sven Schelker (Schweiz) | Emmi Parviainen (Finnland) Hera Hilmar (Island) Aistė Diržiūtė (Litauen) Natalia de Molina (Spanien) Abbey Hoes (Niederlande) Maisie Williams (Vereinigtes Königreich) | Nathalie Cheron (Frankreich) Danijel Hočevar (Slowenien) Eva Röse (Schweden) Małgorzata Szumowska (Polen) Damon Wise (Vereinigtes Königreich)                                                                                            |
| 2016 | Atli Óskar Fjalarsson (Island) Kacey Mottet Klein (Schweiz) Reinout Scholten van Aschat (Niederlande) | Martha Canga Antonio (Belgien) Jella Haase (Deutschland) Tihana Lazović (Kroatien) Daphné Patakia (Griechenland) Sara Serraiocco (Italien) María Valverde (Spanien) Lou de Laâge (Frankreich) | Rie Hedegaard (Dänemark) Marta Donzelli (Italien) Tobias Kniebe (Deutschland) Constantine Giannaris (Griechenland) Anamaria Marinca (Rumänien)                                                                                           |
| 2017 | Alessandro Borghi (Italien) Louis Hofmann (Deutschland) Tudor Aaron Istodor (Rumänien) Esben Smed (Dänemark) | Karin Franz Körlof (Schweden) Victória Guerra (Portugal) Hannah Hoekstra (Niederlande) Maruša Majer (Slowenien) Elina Vaska (Lettland) Zofia Wichłacz (Polen) | Dorka Gryllus (Ungarn) Lucinda Syson (Vereinigtes Königreich) Pandora da Cunha Telles (Portugal) Xavier Koller (Schweiz) Jan Lumholdt (Schweden)                                                                                         |
| 2018 | Jonas Smulders (Niederlande) Matteo Simoni (Belgien) Franz Rogowski (Deutschland) Irakli Kwirikadse (Georgien) | Luna Wedler (Schweiz) Alba August (Schweden) Reka Tenki (Ungarn) Matilda De Angelis (Italien) Michaela Coel (Vereinigtes Königreich) Eili Harboe (Norwegen) | Mijke de Jong (Niederlande) Ankica Jurić Tilić (Kroatien) Nicole Schmied (Österreich) Eduardo Noriega (Spanien) Mode Steinkjer (Norwegen)                                                                                                |
| 2019 | Elliott Crosset Hove (Dänemark) Dawid Ogrodnik (Polen) Ardalan Esmaili (Schweden) Milan Marić (Serbien) Blagoj Veselinov (Mazedonien) | Ine Marie Wilmann (Norwegen) Kristin Thora Haraldsdottir (Island) Emma Drogunova (Deutschland) Aisling Franciosi (Irland) Rea Lest-Liik (Estland) | Avy Kaufman (USA) Ingvar Eggert Sigurðsson (Island) Macdara Kelleher (Irland) Tara Karajica (Serbien) Teona Strugar Mitevska (Mazedonien)                                                                                                |
| 2020 | Bartosz Bielenia (Polen) Jonas Dassler (Deutschland) Levan Gelbakhiani (Georgien) Pääru Oja (Estland) Bilal Wahib (Niederlande) | Martina Apostolowa (Bulgarien) Zita Hanrot (Frankreich) Joana Ribeiro (Portugal) Ella Rumpf (Schweiz) Victoria Carmen Sonne (Dänemark) | Lucy Bevan (UK) Dome Karukoski (Finnland) Wessela Kasakowa (Bulgarien) Katarína Krnáčová (Slowakei) Rüdiger Sturm (Deutschland) |
| 2021 | Martijn Lakemeier (Niederlande) Gustav Lindh (Schweden) Nicolas Maury (Frankreich) Albrecht Schuch (Deutschland) Fionn O’Shea (Irland) | Alba Baptista (Portugal) Seidi Haarla (Finnland) Sara Klimoska (Nordmazedonien) Natasa Stork (Ungarn) Žygimantė Elena Jakštaitė (Litauen) | |
| 2022 | João Nunes Monteiro (Portugal) Emilio Sakraya (Deutschland) Timon Sturbej (Slowenien) | Evin Ahmad (Schweden) Clare Dunne (Irland) Gracija Filipović (Kroatien) Marie Reuther (Dänemark) Anamaria Vartolomei (Frankreich) Souheila Yacoub (Schweiz) Hanna van Vliet (Niederlande) | |
| 2023 | Yannick Jozefzoon (Niederlande) Þorvaldur Davíð Kristjánsson (Island) | Leonie Benesch (Deutschland) Gizem Erdogan (Schweden) Joely Mbundu (Belgien) Kayije Kagame (Schweiz) Benedetta Porcaroli (Italien) Judith State (Rumänien) Kristine Kujath Thorp (Norwegen) Alina Tomnikov (Finnland) | |
| 2024 | Thibaud Dooms (Belgien) Džiugas Grinys (Litauen) | Asta Kamma August (Schweden) Valentina Bellè (Italien) Suzy Bemba (Frankreich) Salome Demuria (Georgien) Éanna Hardwicke (Irland) Katharina Stark (Deutschland) Margarita Stoykova (Bulgarien) Kamila Urzędowska (Polen) | Barbara Albert (Filmemacherin, Österreich) Živilė Gallego (Produzent, Litauen) Moe Dunford (Shooting Star 2015, Irland) Aisha Bywaters (Casting-Regisseurin, Vereinigtes Königreich) Vassilis Economou (Journalist, Griechenland)        |
| 2025 | Besir Zeciri (Dänemark) Kārlis Arnolds Avots (Lettland) Šarūnas Zenkevičius (Litauen) Vicente Wallenstein (Portugal) | Marina Makris (Zypern) Maarja Johanna Mägi (Estland) Devrim Lingnau (Deutschland) Elín Hall (Island) Lidija Kordić (Montenegro) Frida Gustavsson (Schweden) | Radu Muntean (Regisseur und Drehbuchautor, Rumänien) Pauline Hansson (Casting Director, Schweden) Amel Soudani (Filmproduzentin, Schweiz) Ludivine Sagnier (Schauspielerin, Frankreich) Vuk Perović (Journalist und Kurator, Montenegro) |

## Partner
Die European Shooting Stars werden von den beteiligten EFP-Mitgliedsorganisationen, dem Creative Europe MEDIA Programm der Europäischen Union sowie von weiteren Kooperationspartnern und Sponsoren unterstützt.